# 普法爾茨-諾伊堡
普法爾茨-諾伊堡（德語：Pfalz-Neuburg）是神聖羅馬帝國的諸侯國，由維特爾斯巴赫王朝的一個分支所統治，首府位於多瑙河畔諾伊堡。
普法爾茨-茨魏布呂肯伯爵沃夫岡於1569年去世，其長子菲利普·路德維希獲得普法爾茨-諾伊堡。1685年擔任選侯的普法爾茨-錫門一系絕嗣，普法爾茨-諾伊堡伯爵菲利普·威廉成為下普法爾茨選侯。
普法爾茨-諾伊堡一系於1742年絕嗣，選侯由普法爾茨-蘇爾茨巴赫繼承。